# Josie Baff
Josephine Louise "Josie" Baff (* 25. Januar 2003 in Cooma) ist eine australische Snowboarderin. Sie startet im Snowboardcross.

## Werdegang
Baff nahm im August 2018 erstmals am Mount Hotham am Australia New Zealand Cup teil und errang dabei den zweiten Platz. In der Saison 2019/20 wurde sie Dritte in der Snowboardcrosswertung des Australia New Zealand Cups und holte bei den Olympischen Jugend-Winterspielen 2020 in Lausanne die Goldmedaille. Im folgenden Jahr gab sie in Bakuriani ihr Debüt im Snowboard-Weltcup, welches sie auf dem 15. Platz beendete. In der Saison 2021/22 kam sie im Weltcup dreimal unter die ersten Zehn und erreichte damit den 16. Platz im Snowboardcross-Weltcup. Beim Saisonhöhepunkt, den Olympischen Winterspielen 2022 in Peking, belegte sie den 18. Platz im Einzel und zusammen mit Adam Lambert den 13. Rang im Teamwettbewerb. Nachdem sie im Sommer 2022 mit drei Siegen die Snowboardcrosswertung des Australia New Zealand Cups gewonnen hatte, holte sie im Dezember in Les Deux Alpes beim ersten Weltcup der Saison 2022/23 ihren ersten Weltcupsieg. Auch bei der nächsten Weltcupstation in Cervinia kam sie mit Platz zwei, nach Rang zehn am Vortag, erneut aufs Podium.

## Erfolge

### Olympische Winterspiele
- 2022 Peking: 13. Platz Snowboardcross Team, 18. Platz Snowboardcross

### Snowboard-Weltmeisterschaften
- 2023 Bakuriani: 2. Platz Snowboardcross, 9. Platz Snowboardcross Team
- 2025 Engadin: 6. Platz Snowboardcross Team, 7. Platz Snowboardcross

### Weltcupsiege und Weltcup-Gesamtplatzierungen

#### Weltcupsiege im Einzel
| Nr. | Datum            | Ort              |
| --- | ---------------- | ---------------- |
| 1.  | 4. Dezember 2022 | Les Deux Alpes   |
| 2.  | 26. März 2023    | Mont Sainte-Anne |

#### Weltcupsiege im Team
| Nr. | Datum        | Ort       |
| --- | ------------ | --------- |
| 1.  | 2. März 2025 | Erzurum 1 |

#### Weltcup-Gesamtplatzierungen
| Saison  | Platz | Punkte |
| ------- | ----- | ------ |
| 2020/21 | 35.   | 16     |
| 2021/22 | 16.   | 133    |
| 2022/23 | 3.    | 493    |
| 2023/24 | 4.    | 608    |
| 2024/25 | 4.    | 458    |